# 철암초등학교 백산분교
철암초등학교 백산분교는 강원도 태백시 백산동 89에 있었던 초등학교 분교이다.

## 연혁
- 1961.05.01. 철암국민학교 백산분교 인가
- 1963.11.13. 백산국민학교 설립인가
- 1965.01.13. 제1회 졸업
- 1985.03.01. 철암국민학교 백산분교로 격하
- 2008.03.01. 철암초등학교로 통폐합 폐교